# ЙІУКЕН
ЙІУКЕН—русская дореформенная раскладка для пишущих машинок.
Название произошло от 6 левых знаков верхнего ряда раскладки. Раскладку придумали в США в конце XIX века (в России производство собственных пишущих машинок было налажено только к 1930-м годам). Буквы ц и э размещались среди цифр. Цифры 0, 1 и 3 вообще отсутствовали, так как их заменяли буквами О, I и З. Раскладка ЙІУКЕН была заменена на раскладку ЙЦУКЕН, после реформы 1918 года когда были убраны буквы: Ѣ, І, Ѵ и Ѳ.
Уже после перестройки и распада Советского Союза в Интернете появились, помимо отдельных текстов и собраний публикаций, целые сайты,полностью набранные дореформенной раскладкой. А также приложения позволяющие установить дореформенную раскладку клавиатуры как на телефон, так и на компьютер.